# Бендицкий, Геннадий Геннадьевич
Геннадий Геннадьевич Бендицкий (3 декабря 1970, Шахты, Ростовская область — 3 декабря 2017, Минск) — казахстанский журналист.

## Биография
Родился 3 декабря 1970 года в городе Шахты Ростовской области. Семья несколько лет прожила на Дальнем Востоке, после чего переехала в Алма-Ату.
Учился в средней школе № 120 города Алма-Ата. Восьмой класс окончил в средней школе № 72, затем поступил в 16-е СПТУ на специальность «автоcлесарь». Диплом «слесаря по ремонту автомобилей» получил в 1989 году.
С 1984 года занимался в секции самбо у заслуженного тренера РК Койшибекова Керея Койшибековича.
С 1988 года начал заниматься альпинизмом в секции альпинизма при Казахстанском Политехническом институте (Альпклуб «Дружба»). Тренерами в секции были мастер спорта СССР международного класса (1982), заслуженный мастер спорта СССР (1982), заслуженный тренер РК по альпинизму Казбек Валиев и Заслуженный мастер спорта СССР (1982), пятикратный чемпион СССР Хрищатый Валерий Николаевич. В горном арсенале Бендицкого два восхождения на пик Хан-Тенгри (7010 м.) в 1992 и 1993 годах, восхождение на пик Победы (7439 м, группа дошла до высоты 5800 м.). К 1995 году выполнил нормативы I-го разряда с превышением к КМС.
После прекращения занятиями спортом оказывал содействие в организации финансирования гималайских экспедиций сборной РК в период 2000-х годов.
Окончил Казахский государственный университет имени аль-Фараби, факультет журналистики в 1994 году.
Работал в самых успешных медийных проектах Казахстана: газета «Караван» (1995—1999 гг), телеканал КТК (1998—1999 гг), газета «Время» (1999—2012), сайт Ratel.kz. На телеканале «КТК» создал авторскую программу «По гамбургскому счёту». В программе принимали участие самые известные люди Казахстана, в том числе первый казахстанский космонавт Талгат Мусабаев, Рубеном Казаряном, Гани Касымов и т. д. В газете «Время» Бендицкий еженедельно публиковал свои расследования на протяжении 13 лет. Был удостоен премии президента Республики Казахстан, премии фонда Алтынбека Сарсенбаева, различных престижных наград от международных и казахстанских журналистских организацией. В 2013 году Антикоррупционный комитет партии «НурОтан» признал Бендицкого лучшим журналистом- расследователем. По публикациям Геннадия Бендицкого возбуждались уголовные дела, пересматривались несправедливые приговоры.
В 2007 году Бендицкий опубликовал серию материалов, которые стали основой одного из самых крупных скандалов Казахстана — «Рахатгейт». Рахат Алиев, зять первого президента Казахстана Нурсултана Назарбаева, посол РК в Австрии, возглавлявший спецслужбы страны (финансовую полицию, КНБ, службу охраны президента), похитил, пытал и убил топ-менеджеров Нурбанка, контролировавшегося его семьёй.
Одним из самых громких расследований Бендицкого стало так называемое «Хоргосское дело». Работники таможни и госбезопасности обвинялись в контрабанде через таможенные посты «Хоргос», «Калжат» и «Достык». В качестве обвиняемых по делу проходило 45 человек. Помимо этого в розыск было объявлено 19 человек. Уголовное дело содержало более 1500 томов. В процессе также участвовало более 600 свидетелей, 48 адвокатов и 38 защитников, что сделало процесс крупнейшим в Казахстане. В 2014 году вынесен приговор по делу. По признанию одного их участников процесса, агента финполиции, внедрённого в ряды контрабандистов, без публикаций Бендицкого дело могло развалиться до суда.
После ухода из газеты «Время» вместе с коллегами Мекебаевым Сапой Джамбуловичем и Асиповым Маратом Сапабековичем в течение года выпускал авторскую программу «Час Бендицкого» на ТРК «31Канал». В конце 2013 года создал аналитический интернет-портал «Ratel.kz», где и публиковался последние годы жизни.
Журналист неоднократно подвергался преследованиям по обвинениям в клевете и по искам о защите чести и достоинства.
В 2003 году журналист еженедельной газеты «Время» Геннадий Бендицкий опубликовал статьи, в которых делал вывод о причастности «Республиканского инновационного фонда» и его руководства к похищению денег, которыми Минобороны РК расплачивалось по долгам перед Лианозовским электромеханическим заводом и «Мотор Сич». В ответ экс-Министр энергетики, индустрии и торговли Республики Казахстан Асыгат Жабагин подал иск в Жетысуйский районный суд № 2 (Алма-Ата) с просьбой возбудить уголовное дело против журналиста за клевету. Дело вызвало широкий резонанс в журналистском и правозащитном сообществе, проводились митинги в защиту Бендицкого; журналист был оправдан.
В 2012 году с иском к газете «Время» и Геннадию Бендицкому в суд обратился Алиджан Ибрагимов, участник списка Форбс. В качестве компенсации за моральный ущерб истец, занимающий в рейтинге Forbes Kazakhstan «50 богатейших людей страны» вторую позицию, требовал от ТОО "Издательство газеты «Время» 100 млн тенге и такую же сумму — лично от журналиста Геннадия Бендицкого. Иск был удовлетворён, газета опубликовала опровержение. Сумма к возмещению была снижена в тысячу раз.
Незадолго до смерти Бендицкого, в 2016 году, с исками о защите чести и достоинства к Геннадию Бендицкому, его коллегам и компании, учреждённой ими, в суд обратился экс-министр финансов Казахстана Зейнулла Какимжанов. Иски были выиграны истцом, по суду были взысканы крупные суммы возмещений (около 50 млн тенге) Деньги были выплачены в полном объёме и получены Какимжановым, его сыном, а также руководителями компаний, упоминавшиеся в публикациях Бендицкого.
Спустя четыре месяца, Какимжанов и другие истцы, выигравшие гражданские иски, обратились с заявлением в полицию, обвинив журналистов сайта Ratel.kz Сапу Мекебаева, Анну Калашникову и Марата Асипова в распространении заведомо ложной информации. (ст 274 ч.3 УК РК). В ходе следственных действий были произведены обыски как в редакции издания, так и в квартире Геннадия Бендицкого, где были изъяты компьютеры, принадлежавшие детям Геннадия Бендицкого. Обыскам так же подверглись квартиры сотрудников редакции.
В 2020 году дело прекращено за отсутствием состава преступления.
Скончался в клинике в Минске. Похоронен в Алма-Ате на Центральном кладбище.
После его смерти коллеги издали книгу «Беспредел. Реальная история Казахстана в начале XXI века», в которую вошли статьи Бендицкого в газете «Время» и на сайте Ratel.kz.
После смерти журналиста на факультете журналистики Казахского национального университета имени аль-Фараби долгое время преподавался элективный курс «Журналистское расследование», в настоящее время этот предмет изучается как составная часть дисциплины «Аналитическая журналистика». Студенты анализируют тексты Геннадия Бендицкого, учатся составлять результативный план расследования, комплексно собирать материал, правильно строить логические схемы расследования. На определённых образцах студенты распознают аналитические статьи и журналистские расследования, постигают сходства и различия работы над ними. На конкретных примерах, опубликованных в газете «Время», на сайте Ratel.kz и в посмертном сборнике «Беспредел. Реальная история Казахстана в начале XXI века», студенты прослеживают проблематику проведённых Г. Бендицким расследований, особенности средств аргументации, применяемых автором.